# Lando Buzzanca
Gerlando Buzzanca (Palermo, 24 de agosto de 1935-Roma, 18 de diciembre de 2022), más conocido como Lando Buzzanca, fue un actor y cantante italiano conocido por sus películas cómico-eróticas (la llamada comedia sexy all'italiana) que le dieron fama mundial en la década de 1970.

## Datos biográficos
Hijo de un proyeccionista de cine, a los dieciséis años de edad dejó la escuela secundaria y se trasladó a Roma para perseguir su sueño de convertirse en actor. Con el fin de sobrevivir, tomó muchos trabajos, incluyendo camarero, acomodador de muebles y figurante en una breve aparición como un esclavo en la película Ben-Hur. Hizo su debut oficial en Divorcio a la italiana, de Pietro Germi, y pronto se especializó en el papel del típico inmigrante del sur de Italia.
Después de dos exitosas parodias de James Bond (James Tont operazione U.N.O. y James Tont operaziones D.U.E.), a partir de finales de los sesenta obtuvo un gran éxito en una serie de comedias erótica que satirizaron importantes instituciones como la política, la religión, los sindicatos y el mundo financiero. Su primera película de éxito, El mirlo macho y Cuando las mujeres perdieron las colas, tuvieron amplio éxito en Hispanoamérica. Con el declive del género, retrasó sus actividades cinematográficas para centrarse en el teatro y la televisión, donde vio resurgir su popularidad en los años 2000 gracias a varias series de televisión. Filmó dos películas en Argentina: El gran robo, en 1968, y Los crápulas, en 1981.
En 2013, tras la muerte de su esposa Lucía y una fuerte depresión, intentó suicidarse cortándose las venas.

## Muerte
El 18 de diciembre de 2022, Lando Buzzanca falleció a los 87 años en el Policlínico Universitario Agostino Gemelli de Roma, donde se estaba recuperando a causa de una caída, sufrida unos días antes. La misa se llevó a cabo el 21 de diciembre de ese mismo año en la Basílica de Santa Maria in Montesanto, en Roma, conocida como la Iglesia de los Artistas. Llamó la atención de los medios el hecho de que su pareja, Francesca Della Valle, no acudió a la ceremonia.